# Echelon (игра, 1987)
Echelon — компьютерная игра, разработанная Access Software и изданная ими же в Северной Америке и US Gold в Европе в 1987 году на платформах Commodore 64, Commodore 128, DOS и ZX Spectrum.

## Игровой процесс

Геймплей Echelon (версии для DOS). На скриншоте представлена битва с ИИ-противником

Echelon поддерживает возможность использования гарнитуры Lipstik. С её помощью игрок может вести огонь за счёт микрофона, реагирующего на любые достаточно громкие звуки. ПК-версия игры также поддерживает технологию RealSound, разработанную самой Access Software.

## Сюжет
В 1996 году была обнаружена десятая планета Солнечной системы — Исида. С 2083 года там наблюдались признаки пиратской активности. В 2096 году персонаж игрока, управляя боевым разведывательным аппаратом C-104 «Томагавк», участвует в поисках пиратской базы.

## Восприятие
| Сводный рейтинг    | Сводный рейтинг    |
| Агрегатор          | Оценка             |
| ------------------ | ------------------ |
| MobyRank           | 6,1/10             |
| Иноязычные издания |                    |
| Издание            | Оценка             |
| Crash              | Spectrum: 16 %     |
| The Games Machine  | C64: 71 % ПК: 61 % |
| Your Sinclair      | Spectrum: 8/10     |
| Zzap!64            | C64: 81 %          |

Echelon получила смешанные отзывы от критиков. Так, Хосеа Баттлз из Computer Gaming World пишет, что игра должна понравится фанатам жанров action, авиасимулятора, космического симулятора, квеста. Рецензент из The Games Machine отмечает, что, хоть идея игры и делает её потенциальной обязательной к прохождению игрой, исполнение Echelon получилось плохим из-за технических ограничений Commodore 64/128 и отсутствия в команде разработчиков человека, способного раскрыть её потенциал. Критик из Crash отмечает, что по сравнению с Thunder Blade игра разочаровывает, «хотя обложка красивая». Обозревая версию для компьютеров ZX Spectrum, Джонатан из Your Sinclair пишет, что если бы Echelon имела лучшую графику, то она бы «точно была мегаигрой», хоть игрок и должен изрядно изворотиться, дабы научится управлять кораблём. Джулиан Ригналл, главред Zzap!64, называет игру «абсолютно изумительной».
Через два месяца после выпуска в США было продано более 50 000 копий Echelon.